# Liste der Kulturdenkmäler in Kretz
In der Liste der Kulturdenkmäler in Kretz sind alle Kulturdenkmäler der rheinland-pfälzischen Ortsgemeinde Kretz aufgeführt. Grundlage ist die Denkmalliste des Landes Rheinland-Pfalz (Stand: 27. Oktober 2023).

## Einzeldenkmäler
| Bezeichnung                | Lage                            | Baujahr | Beschreibung                                                 | Bild                                    |
| -------------------------- | ------------------------------- | ------- | ------------------------------------------------------------ | --------------------------------------- |
| Wegekreuz                  | Alte Andernacher Straße Lage    | 1628    | Wegekreuz, bezeichnet 1628                                   | weitere Bilder Fotos hochladen          |
| Kapelle Zur Geburt Mariens | Hauptstraße Lage                | 1868/69 | neugotischer Saalbau, 1868/69, Architekt Vincenz Statz, Köln | weitere Bilder Fotos hochladen          |
| Wegekreuz                  | Hauptstraße, bei Nr. 32/34 Lage |         | Wegekreuzfragment                                            | weitere Bilder Fotos hochladen          |
| Wegekreuz                  | Hauptstraße, bei Nr. 54 Lage    | 1679    | Wegekreuz, bezeichnet 1679                                   | weitere Bilder Fotos hochladen          |
| Wegekreuz                  | Kirchweg, bei Nr. 14 Lage       | 1801    | Wegekreuz, bezeichnet 1801                                   | weitere Bilder Fotos hochladen          |
| Wegekreuz                  | nordwestlich des Ortes          | 1650    | Wegekreuz, bezeichnet 1650                                   | Direkt Bild zu diesem Denkmal hochladen |
| Wegekreuz                  | südlich des Ortes Lage          | 1763    | Wegekreuz, bezeichnet 1763                                   | weitere Bilder Fotos hochladen          |